# Prunella collaris
Il sordone (Prunella collaris Scopoli, 1769) è un uccello della famiglia Prunellidae.

## Descrizione
È simile a un passero, ma con becco sottile; il folto piumaggio ne rende la silhouette assai compatta. Il colorito bruno è ravvivato dalle strie bruno-rossastre dei fianchi e dalla gola bianca macchiettata di nero, quest'ultima evidente solo negli adulti osservati a breve distanza.

## Distribuzione e habitat
Vive in Eurasia ed in Nordafrica; in Italia nidifica sulle Alpi e sugli Appennini, dove ci siano spazi aperti.

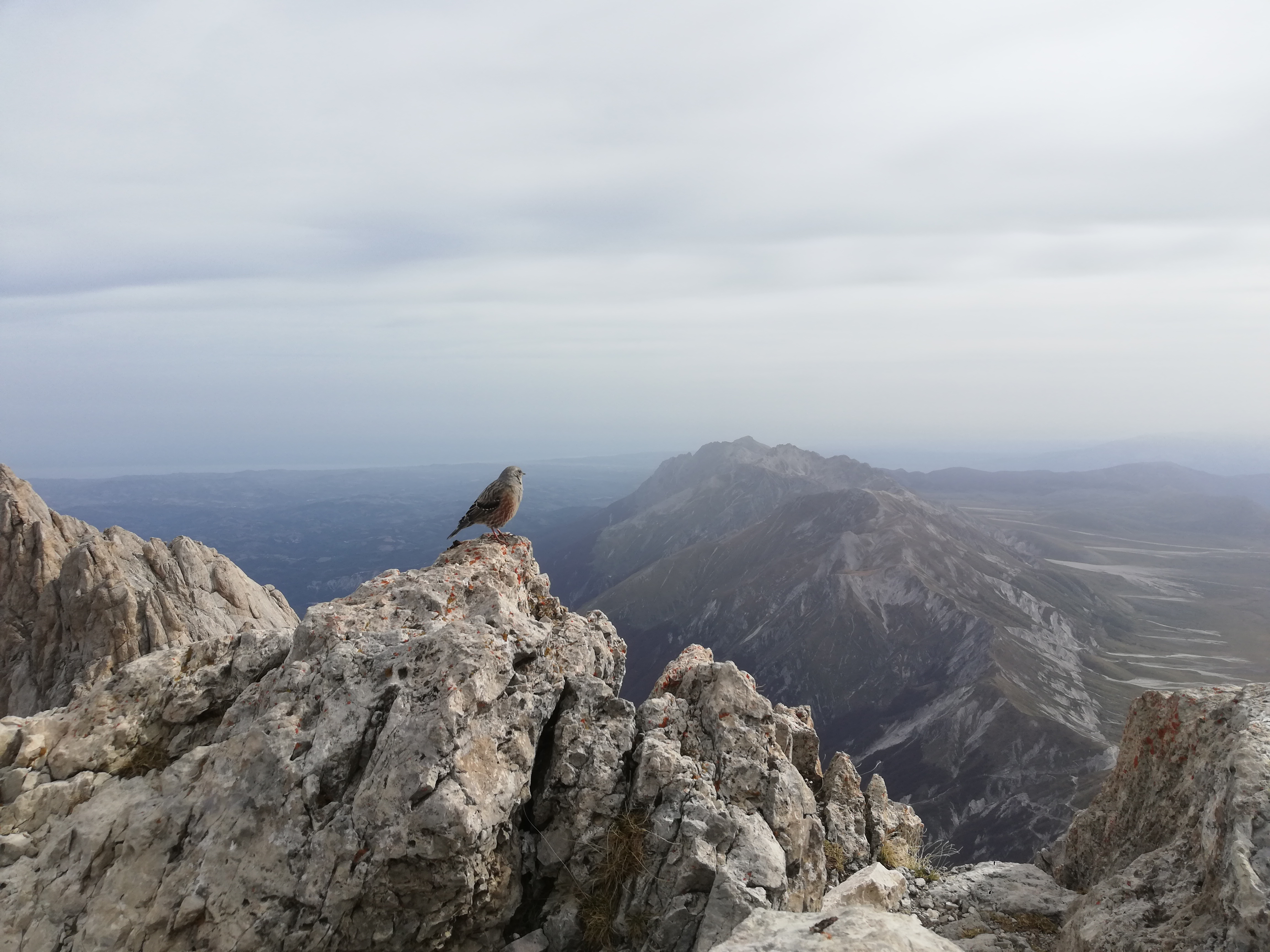
Un esemplare di sordone nel suo habitat naturale sulla Vetta Occidentale del Gran Sasso d'Italia

## Biologia

### Voce
Sia il verso di richiamo che il canto ne consentono un'agevole localizzazione; il canto può essere emesso da uno spuntone di roccia oppure in volo e assomiglia a quello dell'allodola.

### Alimentazione
Ricerca al suolo insetti e altri invertebrati; in inverno completa la dieta con semi e piccoli frutti e può utilizzare
rifiuti alimentari umani raccolti presso villaggi o abitazioni isolate.

### Riproduzione
I nidi a forma di coppa sono costruiti al riparo di ciuffi d'erba o in anfratti rocciosi; le femmine vi depongono 4-5
uova, covate per 13-15 giorni. I giovani restano al nido circa 16 giorni. È possibile l'allevamento di una seconda nidiata in luglio-agosto. Nidifica in primavera inoltrata.

## Ecologia
Appartiene a un gruppo di specie diffuse sulle montagne dell'Asia centrale e attorno al bacino del Mediterraneo; frequenta i versanti soleggiati ad aspra orografia e caratterizzati da abbondanti affioramenti rocciosi alternati a lembi di prateria. Come la coturnice, compie una regolare transumanza stagionale fra i siti riproduttivi posti al di sopra del limite superiore delle foreste e le balze rocciose prossime al fondovalle, utilizzate in caso di forti precipitazioni nevose.

## Sistematica
Del sordone si riconoscono nove sottospecie:
- Prunella collaris collaris (Scopoli, 1769)
- Prunella collaris subalpina (Brehm, CL, 1831)
- Prunella collaris montana (Hablizl, 1783)
- Prunella collaris erythropygia (Swinhoe, 1870)
- Prunella collaris rufilata (Severtsov, 1879)
- Prunella collaris tibetana (Bianchi, 1905)
- Prunella collaris whymperi (Baker, ECS, 1915)
- Prunella collaris nipalensis (Blyth, 1843)
- Prunella collaris fennelli Deignan, 1964

### Specie simili
Molto confidente, è uno degli uccelli più facilmente osservabili in ambiente alpino insieme allo spioncello (Anthus spinoletta) e al codirosso spazzacamino (Phoenicurus ochruros). Quest'ultimo, più piccolo di un passero e
immediatamente riconoscibile per il colorito grigio fuligginoso con coda rossastra, è ampiamente diffuso in Valle d'Aosta e nidifica in ambienti aperti dal fondovalle ad oltre 2700 m di quota; usa come siti riproduttivi rocce con anfratti, pietraie o abitazioni.

## Galleria d'immagini

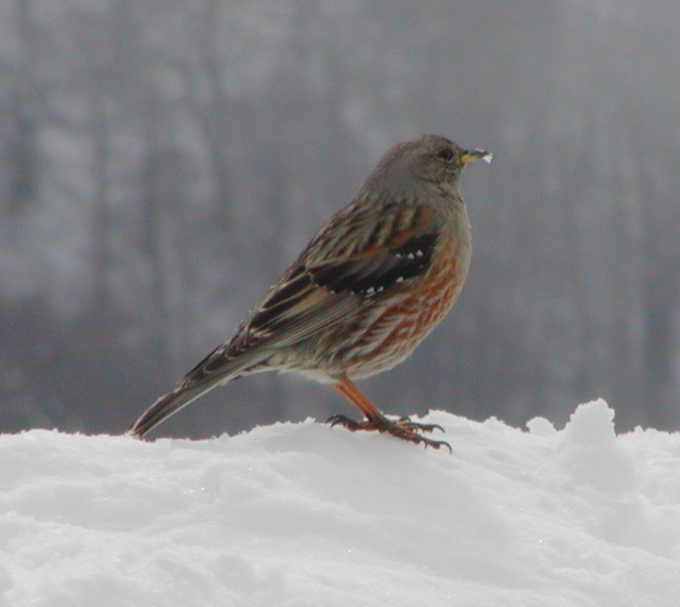
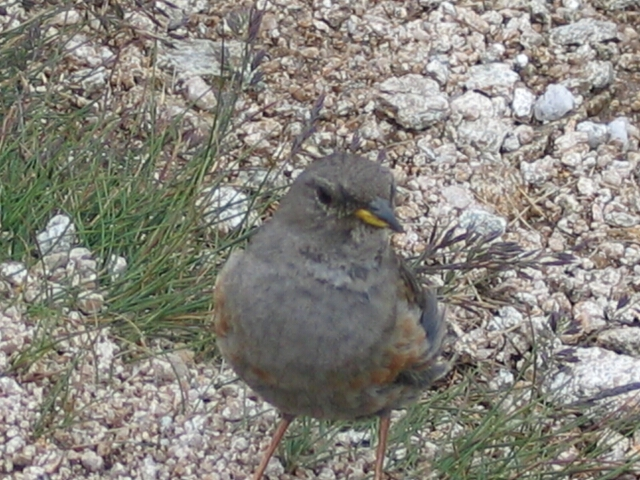
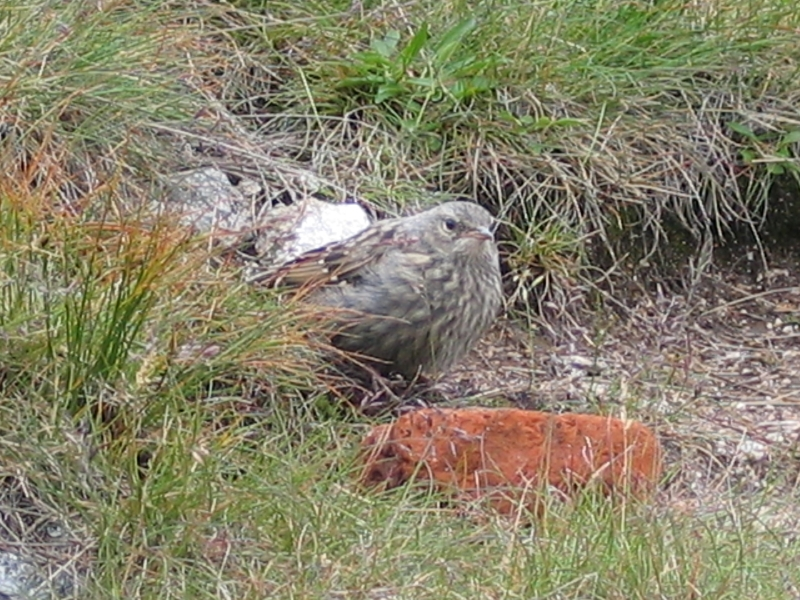
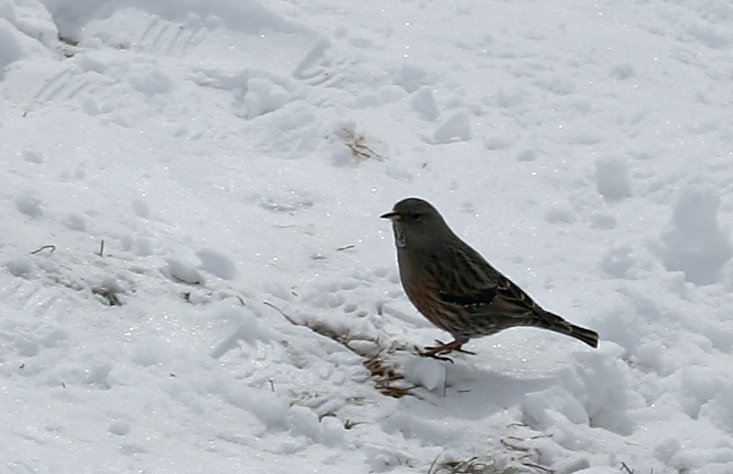
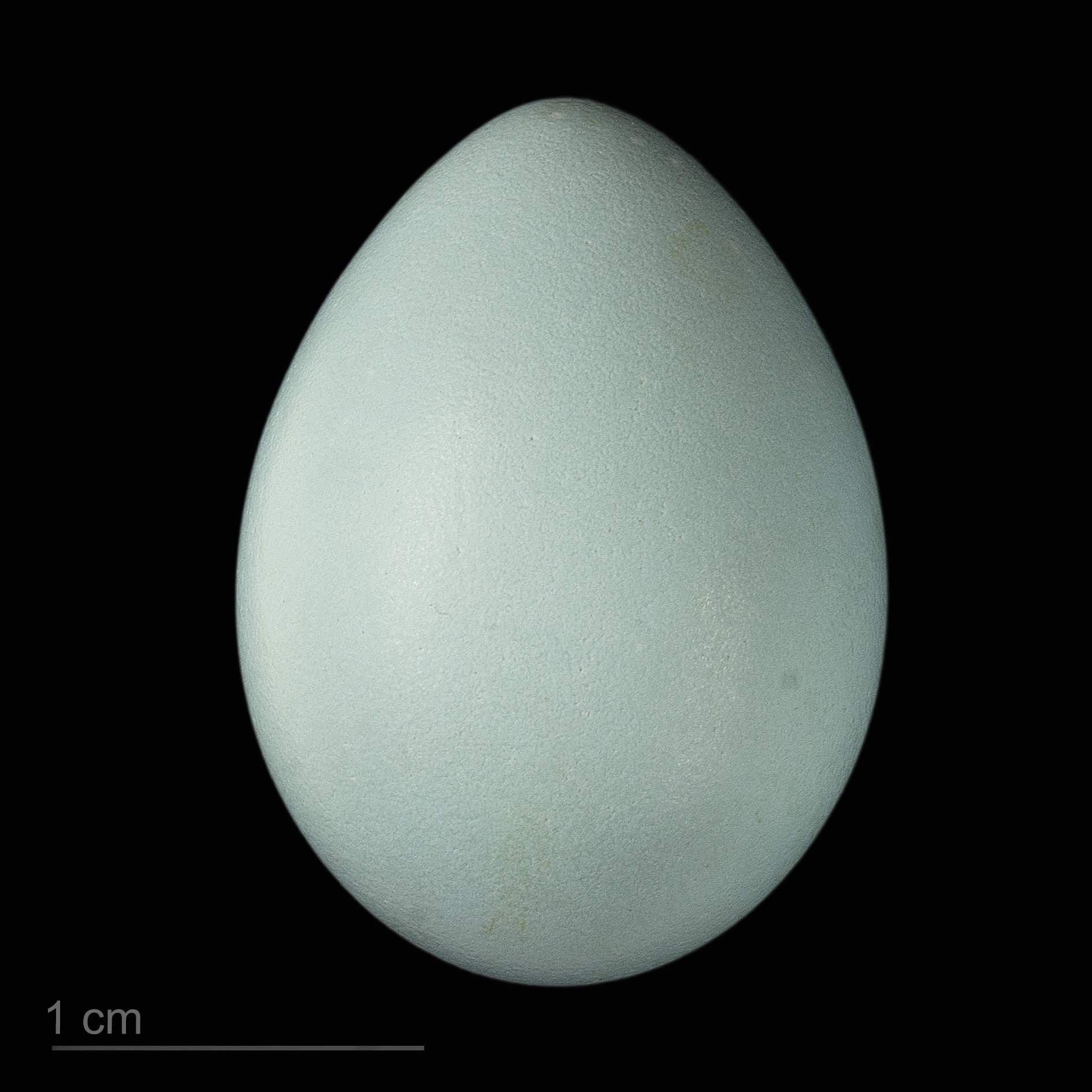
Prunella collaris collaris